# フレンズ (ステファニーの曲)
「フレンズ」は、ステファニーの4枚目のシングル。

## 概要
前作「Winter Gold」から1ヵ月半の短期間でリリースされた4枚目のシングル。タイトル曲「フレンズ」の他新曲1曲、および2枚目のシングルであった「because of you」のアコースティックバージョンの計3曲を収録。初回プレス盤特典としてアニメ『機動戦士ガンダム00』オリジナル描き下ろしイラスト付キャップ（裏ジャケット）仕様、およびキャラクターIDカード（ティエリア・アーデ）封入。
ミディアムテンポのナンバーで、友人達との絆をテーマとした楽曲である。オリコン週間シングルチャートでは初登場8位を記録、デビュー以来初のトップ10入りを果たす。
なお、アニメでは第14話・第15話のみサビ以外は別アレンジの音源が使用された。この音源の一部は、携帯音楽コンテンツ配信サイト『レコード会社直営♪』『sony music sound』限定で「フレンズ（ガンダム00アナザーver.）」として2月23日より期間限定で着うたが配信されている。

## 収録曲
1. フレンズ
  - 作詞：STEPHANIE & 矢住夏菜、作曲：ジョー・リノイエ & MASAKI、編曲：ジョー・リノイエ & 峰正典
  - MBS・TBS系アニメ『機動戦士ガンダム00』1stシーズン後期（第14話 - 第24話）エンディングテーマ
2. LET'S GO!!
  - 作詞：STEPHANIE、作曲・編曲：ジョー・リノイエ & 峰正典
3. because of you（アコースティックver.）
  - 作詞：STEPHANIE & 矢住夏菜、作曲：ジョー・リノイエ、編曲：ジョー・リノイエ & 藤田淳平

## 収録アルバム
- 『ステファニー』（#1）